# Polymultipliée de l'Hautil
Le Polymultipliée de l'Hautil est une ancienne épreuve de Coupe de France, disputée en France à deux reprises en 1997 et 1998.

## Palmarès
| Année | Vainqueur        | Deuxième   | Troisième       |
| ----- | ---------------- | ---------- | --------------- |
| 1997  | Mauro Gianetti   | Xavier Jan | Lylian Lebreton |
| 1998  | Emmanuel Magnien | Jens Voigt | Pascal Lino     |